# مارك لويس (موسيقي)
مارك لويس (بالإنجليزية: Mark Lewis)‏ هو موسيقي أسترالي، ولد في 1958.

## وصلات خارجية
- مارك لويس على موقع IMDb (الإنجليزية)
- مارك لويس على موقع قاعدة بيانات الفيلم (الإنجليزية)